# كيم تشونغ إن
كيم تشونغ إن (هانغل: 김종인) هو اقتصادي وسياسي كوري جنوبي ولد في يوم 7 يوليو 1940 في شيكو في كوريا، وهو كان عضو سابق في حزب الديمقراطي الكوري وكان الزعيم السابق له في سنة 2016، ترشح للانتخابات الرئاسية الكورية في أبريل 2016، وسبق له شغل منصب وزير الصحة والشؤون الاجتماعية في حكومة روو تاي وو من 1989 إلى 1990.